# DPF3
DPF3 (англ. Double PHD fingers 3) – білок, який кодується однойменним геном, розташованим у людей на 14-й хромосомі. Довжина поліпептидного ланцюга білка становить 378 амінокислот, а молекулярна маса — 43 084.
| 10         |  | 20         |  | 30         |  | 40         |  | 50         |
| ---------- |  | ---------- |  | ---------- |  | ---------- |  | ---------- |
| MATVIHNPLK |  | ALGDQFYKEA |  | IEHCRSYNSR |  | LCAERSVRLP |  | FLDSQTGVAQ |
| NNCYIWMEKR |  | HRGPGLAPGQ |  | LYTYPARCWR |  | KKRRLHPPED |  | PKLRLLEIKP |
| EVELPLKKDG |  | FTSESTTLEA |  | LLRGEGVEKK |  | VDAREEESIQ |  | EIQRVLENDE |
| NVEEGNEEED |  | LEEDIPKRKN |  | RTRGRARGSA |  | GGRRRHDAAS |  | QEDHDKPYVC |
| DICGKRYKNR |  | PGLSYHYAHT |  | HLASEEGDEA |  | QDQETRSPPN |  | HRNENHRPQK |
| GPDGTVIPNN |  | YCDFCLGGSN |  | MNKKSGRPEE |  | LVSCADCGRS |  | GHPTCLQFTL |
| NMTEAVKTYK |  | WQCIECKSCI |  | LCGTSENDDQ |  | LLFCDDCDRG |  | YHMYCLNPPV |
| AEPPEGSWSC |  | HLCWELLKEK |  | ASAFGCQA   |  |            |  |            |

A: Аланін

C: Цистеїн

D: Аспарагінова кислота

E: Глутамінова кислота

F: Фенілаланін

G: Гліцин

H: Гістидин

I: Ізолейцин

K: Лізин

L: Лейцин

M: Метіонін

N: Аспарагін

P: Пролін

Q: Глутамін

R: Аргінін

S: Серин

T: Треонін

V: Валін

W: Триптофан

Кодований геном білок за функціями належить до репресорів, активаторів, регуляторів хроматину. 
Задіяний у таких біологічних процесах, як транскрипція, регуляція транскрипції, нейрогенез, альтернативний сплайсинг. 
Білок має сайт для зв'язування з іонами металів, іоном цинку. 
Локалізований у ядрі.